# Jaime Chabaud
Jaime Chabaud (nacido el 24 de febrero de 1966) es un dramaturgo, guionista, maestro e investigador mexicano que ha escrito más 130 obras durante su carrera, sin embargo él es más conocido por sus contribuciones al entorno televisivo. Su trabajo creativo ha sido traducido a múltiples lenguajes y ha recibido numerosos premios, entre los cuales se encuentran el Premio de Dramaturgia Juan Ruiz de Alarcón 2013, el Premio Teatro del Mundo 2010 de la Universidad de Buenos Aires y el Premio Nacional de Dramaturgia Víctor Hugo Rascón Banda 2006. Además de lo anterior, Chabaud es el fundador y director de la revista de teatro Paso de gato.

## Vida
Jaime Eduardo Chabaud Magnus, nombre completo del escritor, nació en la Ciudad de México en 1966. Él estudió literatura dramática y teatro en la Facultad de Filosofía y Letras en la Universidad Nacional Autónoma de México y cine en el Centro Universitario de Estudios Cinematográficos. Durante sus estudios recibió el apoyo, a través de becas, del Centro Mexicano de Escritores (1988-1989).

## Carrera
Chabaud es un dramaturgo, guionista, maestro, periodista e investigador. Ha escrito más de 130 obras, pero es popularmente conocido por sus guiones televisivos de Ópera prima (2010), Paso de gato (2007) y Ventana 22 (2002). Su trabajo creativo ha sido apoyado por becas proveídas por la Sala Beckett de Barcelona (1996) y el Sistema Nacional de Creadores de Artes (2001-2007).
Sus diversos trabajos de investigación han sido publicados en México y el extranjero. Entre estos se encuentran diversos ensayos de la historia y teoría de los teatros mexicanos, además de crítica de teatro. También incluyen cuatro grandes obras acerca del teatro mexicano del siglo XIX. Chabaud es el fundador y director de la revista de teatro Paso de Gato, la cual se distribuye en México y el extranjero cada tres meses. La revista tuvo una versión para televisión en el Canal 22, en la que Chabaud fue director asociado junto con José Sefami. En el 2005 la revista ganó el Premio Nacional de Comunicación Pagés Llergo a la mejor publicación cultural. Además, Chabaud también realiza diversas colaboraciones en La Jornada, Proceso, Unomásuno, El Economista, El Nacional, El Día, Reforma, Los universitarios, Milenio, Revista X y Revista de la Universidad de México.
Como maestro, Chabaud ha impartido clases y talleres en México y en el extranjero, generalmente en eventos mexicanos organizados por CONACULTA. También es coordinador académico del Certificado Nacional en Estudios de Drama del INBA (Instituto Nacional de Bellas Artes). Chabaud ha sido invitado como expositor a diferentes eventos realizados en la Universidad Nacional Autónoma de México y ha dado entrevistas en medios televisivos como ARGOS, TV Globo, TV Azteca.

## Reconocimientos
Los primeros reconocimientos que Chabaud obtuvo fueron los tres premios Punto de Partida de la Universidad Nacional Autónoma de México en 1987, 1988 y 1989 y el premio de Iniciación Dramatúrgica de 1989. Durante la década de 1990, Jaime ganó el premio Premio Nacional de Dramaturgia Fernando Calderón otorgado por el gobierno de Jalisco por su obtra ¡Que Viva Cristo Rey! (1990), el Premio al Mejor Teatro de Búsqueda  (1994), el Premio Óscar Liera por el mejor dramaturgo contemporáneo (1999) y el Premio FILIJ por la mejor obra de niños por su trabajo Sin pies ni cabeza (1999).
En el 2006, él ganó el Premio Nacional de Dramaturgia Víctor Hugo Rascón Banda por Rashid 9/11, y en el 2010 ganó una medalla especial de parte del CELCIT en España y el Premio Teatro del Mundo por la Universidad de Buenos Aires.
En el periodo 2011-2013, Chabaud fue nombrado miembro del Sistema Nacional de Creadores y en 2013, él ganó el Premio de Dramaturgia Juan Ruiz de Alarcón por sus trabajos y contribuciones al drama Mexicano.

## Arte
Él ha rechazado gran parte de las convenciones de teatro anteriores a su generación, las cuales se enfocaban en realismo, agregando en su lugar elementos poéticos. En 1995 Alejandro Jodorowsky escribió “Raramente, por desgracia muy raramente, aparece un verdadero creador, alguien que da al teatro una nueva visión del mundo y sus forma. Éste es el caso de Jaime Chabaud…”

## Trabajo
Las obras que se han presentado incluyen, Tempranito y en ayunas (1989), Baje la voz (1991), ¡Que viva Cristo Rey! (1992), El ajedrecista (1993), En la boca de fuego (1993), Perder la cabeza (1995), Y los ojos al revés (1999), Galaor (2000), Talk Show (2000), Divino pastor Góngora (2001), Sin pies ni cabeza (2005), Pipí (2005), Otelo sobre la mesa (2006), Lluna (2007, 2010), Rashid 9/11 (2007), Lágrimas de agua dulce (2009), Oc Ye Nechca (Érase una vez) (2010) y El Kame Hame Haa (2013).
Un gran número de sus trabajos han sido publicados y algunos han sido traducidos en diferentes lenguajes como, Alemán, Francés y Portugués. El Ajedrecista ha sido traducido a Inglés, Alemán, Búlgaro, Polaco, Catalán, Gallego, Checo, Portugués y Francés, y ha recibido catorce premios en México y el extranjero. El trabajo televisivo de Chabaud incluye los guiones de Ópera prima (2010), Paso de gato (2007) y Ventana 22 (2002), apareciendo como sí mismo en esta última.